# (37678) McClure
(37678) McClure (1995 CR1) – planetoida z pasa głównego asteroid okrążająca Słońce w ciągu 3,71 lat w średniej odległości 2,4 j.a. Odkryta 3 lutego 1995 roku.